# Ismail Abdul Rahman
Tun Ismail bin Datoʿ Abdul Rahman (ur. 4 listopada 1915 w Johor Bahru, zm. 2 sierpnia 1973 w Kuala Lumpur) – malezyjski polityk i dyplomata.

## Życiorys
Z wykształcenia był lekarzem (kształcił się w Singapurze i w Melbourne). W 1951 został wiceprezesem Zjednoczonej Organizacji Narodowej Malajów, dominującej partii politycznej w Malajach. W 1957 brał aktywny udział w negocjacjach dotyczących niepodległości Malajów, zajmował różne stanowiska rządowe w ostatnich dniach ery kolonialnej. Po uzyskaniu niepodległości został ambasadorem w USA, a 1957-1959 był reprezentantem Malajów w ONZ. Po powrocie do Malezji objął tekę ministra spraw zagranicznych, następnie kolejno ministerstwa bezpieczeństwa wewnętrznego i spraw wewnętrznych, w 1967 wycofał się z polityki z powodu choroby. W 1969 wrócił do polityki, w 1970 został wicepremierem Malezji, którym pozostał do końca życia.